# Navascués
Navascués település Spanyolországban, Navarra autonóm közösségben. Navascués Gallués–Galoze, Burgui – Burgi, Castillo-Nuevo, Romanzado, Urraúl Alto és Salvatierra de Esca községekkel határos. Lakosainak száma 116 fő (2024).

## Népesség
A település népessége az elmúlt években az alábbi módon változott:
| Lakosok száma | 219  | 200  | 202  | 191  | 174  | 158  | 147  | 132  | 124  | 116  |
|               | 2001 | 2004 | 2006 | 2009 | 2011 | 2014 | 2016 | 2019 | 2021 | 2024 |